# Ibaraki
Ibaraki (jap. 茨木市 Ibaraki-shi) – miasto położone w zachodniej części wyspy Honsiu (Honshū), w regionie Kinki, w prefekturze Osaka, w Japonii. Miasto wchodzi w skład wielkiej konurbacji Kioto, Osaki i Kobe o nazwie "Keihanshin".

## Położenie
Miasto leży w północnej części prefektury. Graniczy z:
- Takatsuki
- Settsu
- Minō
- Suita
- Kameoka

## Historia
Ibaraki otrzymało status miasta szczebla -shi (市) w dniu 1 stycznia 1948 roku.

## Miasta partnerskie
- Shōdoshima
- Minneapolis
- Anqing